# Rıfat Çalışkan
Rıfat Çalışkan (nascido em 10 de julho de 1940) é um ex-ciclista turco que representou seu país nos Jogos Olímpicos de Verão de 1972 no individual.